# フィリップ・ユリウス (ポメラニア公)
フィリップ・ユリウス（ドイツ語：Philipp Julius, 1584年12月27日 - 1625年2月6日）は、ポメラニア＝ヴォルガスト公（在位：1592年 - 1625年）。

## 生涯

### 生い立ち
フィリップ・ユリウスは、ポメラニア公エルンスト・ルートヴィヒとブラウンシュヴァイク＝ヴォルフェンビュッテル公ユリウスの娘ゾフィア・ヘートヴィヒの息子である。父エルンスト・ルートヴィヒは1592年7月17日に死去し、1592年から1603年までフィリップ・ユリウスは叔父ボギスラフ13世の後見下にあった。この間、フィリップ・ユリウスはライプツィヒ大学で教育を受け、その後イングランドからイタリアまでほぼすべての宮廷を訪れた。1604年6月25日、ブランデンブルク選帝侯ヨハン・ゲオルクとその2番目の妃エリーザベト・フォン・アンハルト＝ツェルプストの娘アグネス・フォン・ブランデンブルク（1584年 - 1629年）と結婚した。
結婚から1か月後にフィリップ・ユリウスは成年に達し、1604年7月21日にポンメルン公位に就いた。フィリップ・ユリウスは諸国を訪れる旅を続け、途中イングランド、オランダ共和国、デンマーク、ベルリン、ダンツィヒ、クールラントなどを訪れた。このため何年もの間、公領を不在にした。

### 経済危機
フィリップ・ユリウスは治世を通じて深刻な財政難に苦しんだ。自らの出費を削減しなかった一方で、宮廷職員の旅行を制限した。また、公領のほとんどが第三者に賃貸され、農民の状況は著しく悪化した。フィリップ・ユリウスの治世中、農民に義務付けられた強制労働の割合は2倍となり、リューゲン島のほぼすべての農民がフィリップ・ユリウスの死までに貧困に陥っているか、借金を抱えていたことが明らかとなっている。また、ハンザ同盟の都市であるグライフスヴァルトとシュトラールズントに借金の一部を引き受けさせようとしたため、激しい争いが勃発した。1604年、グライフスヴァルトの内政への介入が有利に働いた。1612年、フィリップ・ユリウスは伝統的な自治権を無視して数百人の傭兵を率いて町の境界内に入り込み、町に屈辱を与えた。1613年、フィリップ・ユリウスは8,000マルクの支払いによりベルゲンに都市法を与えた。
フィリップ・ユリウスはニーダーザクセン・クライスとの緊密な接触を図ることでインフレを制御しようとしたが、成功は限定的であり、本拠地であるオーバーザクセン・クライスや、他のポメラニア分領であるポメラニア＝シュチェチンとの軋轢を引き起こした。オーバーザクセン・クライスから支援を求められた神聖ローマ皇帝マティアスは、1616年にフランツブルク造幣局のフィリップ・ユリウスの鋳造政策に介入したが、フィリップ・ユリウスを従兄弟のポメラニア＝シュチェチン公フィリップ2世と混同し、そのためフィリップ2世と連絡を取った。1622年、フィリップ・ユリウスはデンマーク王クリスチャン4世の招待に従い、共通の財政戦略を探るためにニーダーザクセン・クライスの議会（クライスターク）に参加した。その結果、3月14日に批准されたハンブルク条約は7月6日に発効することになった。しかし、オーバーザクセン・クライスは11月6日にフィリップ・ユリウスに以前の状態に戻すことを強制した。1623年から1625年にかけて、フィリップ・ユリウスは15万ライヒスターラーと引き換えにリューゲン島をデンマーク王に売却する交渉も行ったが、ボギスラフ14世の拒否権行使により失敗に終わった。

### オーバーザクセン・クライス内の対立
フィリップ・ユリウスの治世の晩年は、ザクセン選帝侯領の覇権主義と、進展する三十年戦争により生じる政治的危機に直面し、オーバーザクセン・クライス内での政治的独立を維持するための争いで占められた。1620年、ザクセン選帝侯ヨハン・ゲオルク1世の主催により、クライスの代表者がライプツィヒの議会に集まった。議会はブランデンブルクとザクセン＝ヴァイマルの参加を阻止したザクセン選帝侯領の代表者が多数を占め、さらにアンハルトの代表団は交渉の途中で離脱した。議会では、ザクセンがすでに編成した傭兵軍のためにクライスのメンバーに高額の寄付を求めた。また、当時ボヘミアを荒廃させた三十年戦争において、皇帝フェルディナント2世の側に寝返ることもできるという警告をし、クライスの中立を主張した。
ポメラニアの代表団は国民投票でのみ決定を受け入れ、結果として生じる義務の支払いを拒否した。1621年にシレジア遠征の成功により軍事的地位を高めていたザクセン選帝侯による督促が続いたため、1622年にプレンツラウでポメラニアとブランデンブルクの代表団が会合を開き、ザクセン選帝侯ヨハン・ゲオルク1世と対抗するための同盟の可能性を模索した。しかし、この同盟はポメラニア側の警告により実現しなかった。ポメラニア公たちはブランデンブルクに従属することでザクセンとのつながりを取り除くことを望まなかった。しかし、ポメラニア側はライプツィヒの決定を無効にしようとするブランデンブルクの試みを支持したが、これはザクセンによって拒否され、その後さらに督促が行われた。
1623年、ヘッセンとニーダーザクセンにおけるティリーの成功に脅威を感じたブランデンブルクとザクセンは同盟を結び、挙兵を決定し、陣営をそれぞれ2つの指揮領域に分割し、ポメラニア軍はブランデンブルク軍の一部となった。しかしポメラニア軍はブランデンブルク軍の命令に従うことを拒否し、独自に兵を上げた。1624年7月、ザクセンに率いられたクライス南部は皇帝側に立った。フィリップ・ユリウスとポメラニア＝シュチェチン公ボギスラフ14世も皇帝との合意に前向きで、以前は拒否していた帝国の金銭要求を受け入れた。しかし、フィリップ・ユリウスもボギスラフ14世も、8月にユーターボークで行われたクライス議会で貴族の反対を押し切って自分たちの考えを押し通すことができなかった。結果として、ポメラニアはザクセン選帝侯には従わず、ブランデンブルクも同様であった。

### 死
フィリップ・ユリウスは、帝国軍がオーバーザクセン・クライスの一部を占領するわずか数ヶ月前の1625年2月6日に亡くなり、ヴォルガスト教会の公爵家の地下霊廟に埋葬された。その2年後、戦争はポメラニアにまで及び、領地は完全に荒廃し人口の3分の2が亡くなった。
フィリップ・ユリウスの死により、ポメラニア＝ヴォルガスト家は断絶した。フィリップ・ユリウスは嗣子なく死去したため、ポメラニア＝ヴォルガストはボギスラフ14世の手に落ち、ボギスラフ14世は1637年に嗣子なく死去するまでポメラニア公領全土を統一し、ボギスラフ14世の死によりポメラニア家は断絶した。ヴォルガストの居城はフィリップ・ユリウスの死後に朽ち、三十年戦争中に大きく損傷したが、1798年以降、ほとんどの石が掘り出され、他の建物に再利用された。現在は地下室の一部のみが残されている。

### 文化的遺産

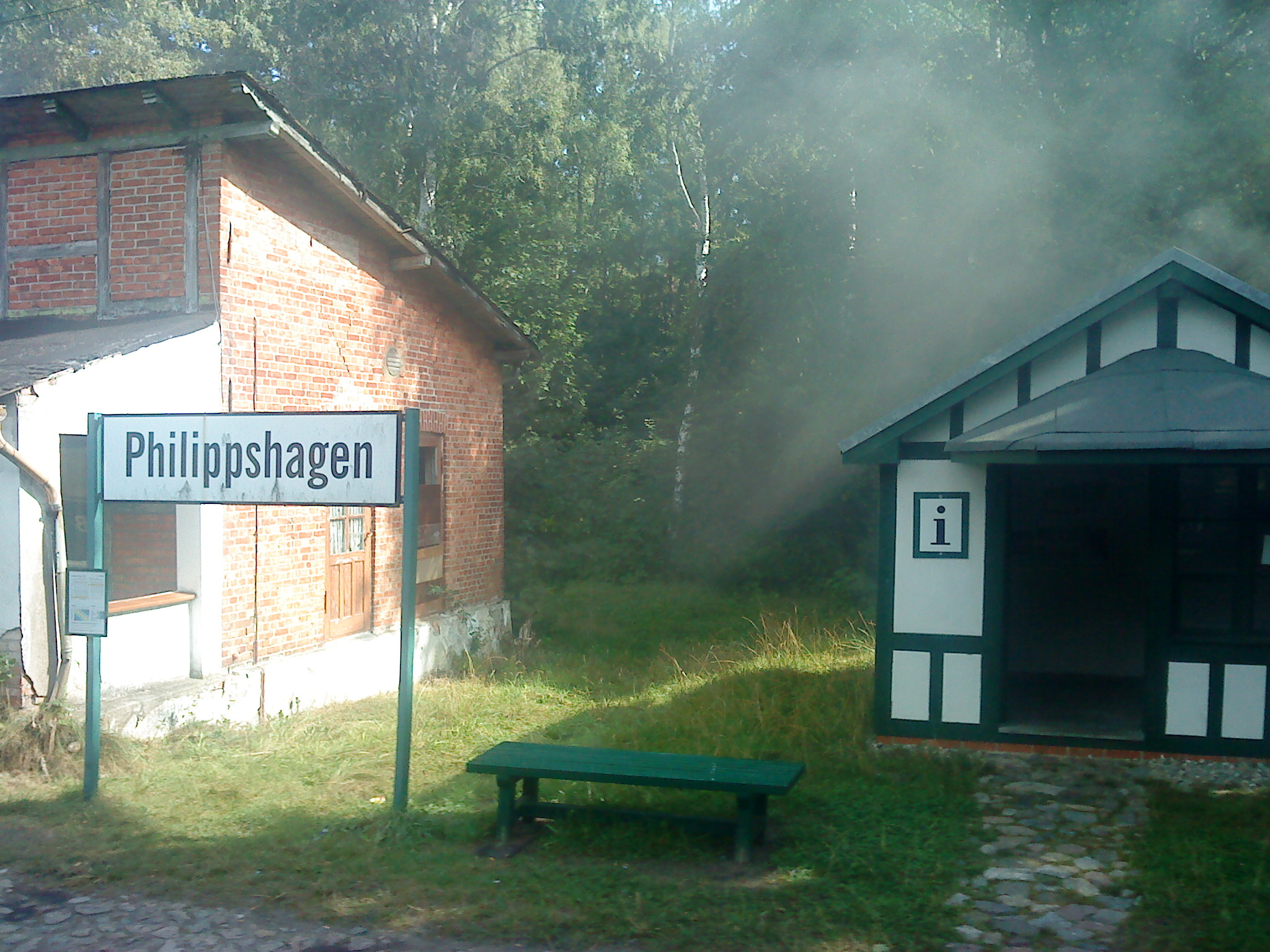
フィリップスハーゲンの駅

1619年、フィリップ・ユリウスはグライフスヴァルト大学の学長に貴重なガウンを寄贈し、近年まで学長が特別な行事でこれを着用していた。1999年に歴史的なガウンは新たなものと交換され、フィリップ・ユリウスが寄贈したガウンは現在ポメラニア州立博物館の常設展示品の一部となっている。フィリップ・ユリウスは宮廷で演劇と音楽を奨励したが、一部には自身の旅行から刺激を受けたものであった。1620年代に数人のイングランド人音楽家がフィリップ・ユリウスのために演奏したことが記録されている。
リューゲン島のグロスハーゲン村は、1608年にフィリップ・ユリウスにちなんで「フィリップスハーゲン」（現在はミッデルハーゲンの一部）と改名された。